# Wilhelm Behnke
Wilhelm „Willy“ Behnke (* 7. März 1914 in Stettin; † 9. Mai 1979 in Berlin) war ein deutscher Politiker (KPD/SED). Er war Oberbürgermeister von Brandenburg an der Havel und Vorsitzender des Rates des Bezirkes Suhl.

## Leben
Behnke wuchs in einer Arbeiterfamilie auf. Nach dem Besuch der Volksschule machte er von 1928 bis 1931 eine Lehre zum Bäcker. 1931 wurde Behnke Mitglied des KJVD und der KPD. Er wurde Politischer Leiter des KJVD-Bezirks Stettin. Nach 1933 beteiligte er sich am Widerstand gegen den Nationalsozialismus. Seit 1934 befand Behnke sich in Haft, unter anderem in den Konzentrationslagern Sachsenhausen, Dachau und Natzweiler-Struthof (1941–1944). In Natzweiler stand er vom Februar bis zum September 1944, das heißt bis zur Auflösung des Stammlagers, als „Lagerältester“ an der Spitze der Funktionshäftlinge. Gemeinsam mit den deutschen Kommunisten Max Stein und Hermann Kobold gelang es in der Folge, die bis dahin in der Häftlingshierarchie dominierenden „BVler“ und „Asozialen“ durch aus politischen Gründen Inhaftierte zu verdrängen. „Von diesem Zeitpunkt an waren im KZ Natzweiler nach übereinstimmenden Berichten von ehemaligen Häftlingen positive Veränderungen zu beobachten. ... Gefangene wie Willy Behnke gehörten zu der Minderheit von Funktionshäftlingen, die Zivilcourage, Disziplin und Solidarität bewiesen.“ Im November 1944 wurde Behnke als Soldat in die SS-Sondereinheit Dirlewanger überstellt. Am ersten Tag des Einsatzes im  Dezember 1944 trat er mit der gesamten Kompanie zur Roten Armee über, war bis November 1945 in sowjetischer Kriegsgefangenschaft.
1945 zunächst wieder als Bäcker tätig war Behnke anschließend von 1946 bis 1951 Offizier der Deutschen Volkspolizei. 1946 wurde Behnke Mitglied der SED. Von 1951 bis 1953 war er als Kulturdirektor im VEB Karl-Marx-Werk in Potsdam-Babelsberg tätig. 1953 besuchte er die Bezirksparteischule. Ab 1954 war er Sekretär der SED-Kreisleitung Brandenburg, von 1954 bis 1957 Oberbürgermeister von Brandenburg an der Havel und Mitglied der SED-Kreisleitung Brandenburg-Stadt. 1957/58 absolvierte er ein Studium an der Parteihochschule beim ZK der KPdSU mit Abschluss als Diplom-Gesellschaftswissenschaftler und war anschließend von 1958 bis 1967 Vorsitzender des Rates des Bezirkes Suhl, Mitglied des Büros der SED-Bezirksleitung Suhl sowie Abgeordneter des Bezirkstages Suhl.
Von 1967 bis 1971 war Behnke Mitglied der Volkskammer und stellvertretender Vorsitzender der Interparlamentarischen Gruppe der DDR. Er war Mitglied der Zentralleitung des Komitees der Antifaschistischen Widerstandskämpfer der DDR und lebte zuletzt als Rentner in Berlin.

## Auszeichnungen
- Vaterländischer Verdienstorden in Bronze, Silber (1959) und Gold (1974)
- Ehrenspange zum Vaterländischen Verdienstorden in Gold (1979)[4]
- Artur-Becker-Medaille in Gold (1964)[5]